# Демьянки (Брянская область)
Демьянки — село в Стародубском муниципальном округе Брянской области.

## География
Находится в южной части Брянской области на расстоянии приблизительно 26 км на юг-юго-восток от районного центра города Стародуб.

## История
Основано около 1630 года как слобода, владение польского шляхтича Николая Абрамовича. После изгнания поляков в середине XVII века слободой владели Небаба и Блаватский и Миклашевский. В 1767 году Павел Иванович Миклашевский построил в Демьянках Николаевскую церковь, в 1814 году в селе было возведено новое каменное здание Воскресенской церкви. В 1859 году здесь (село Стародубского уезда Черниговской губернии) было учтено 80 дворов, в 1892—314. До 2020 года входило в состав Понуровского сельского поселения Стародубского района до их упразднения.

## Население
Численность населения: 1356 человек (1859 год), 1854 (1892), 350 человек в 2002 году (русские 99 %), 288 в 2010.